# Hellersberger Weiher

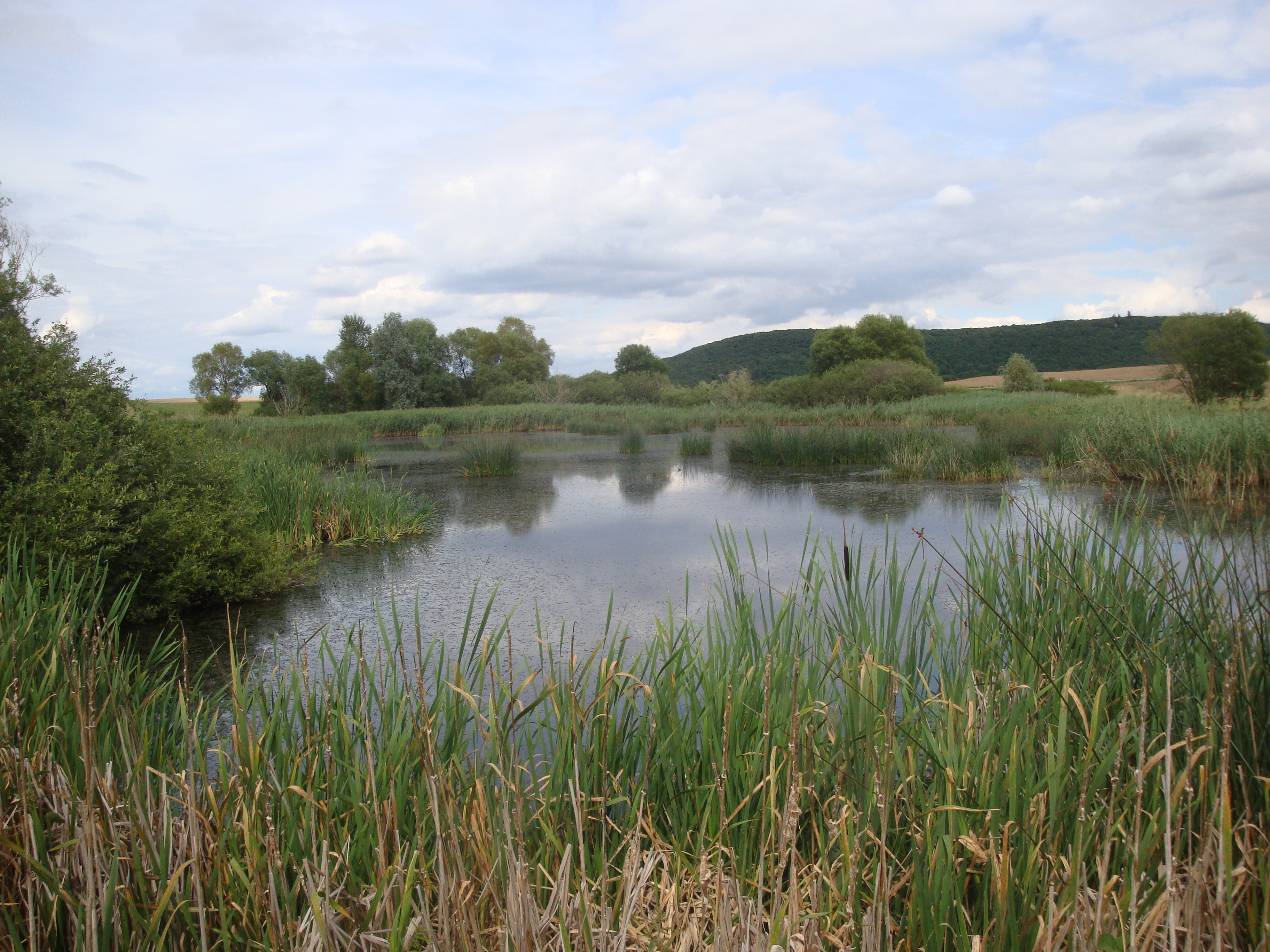
Der Hellersberger Weiher liegt direkt neben der K 78 zwischen Odernheim am Glan und Lettweiler
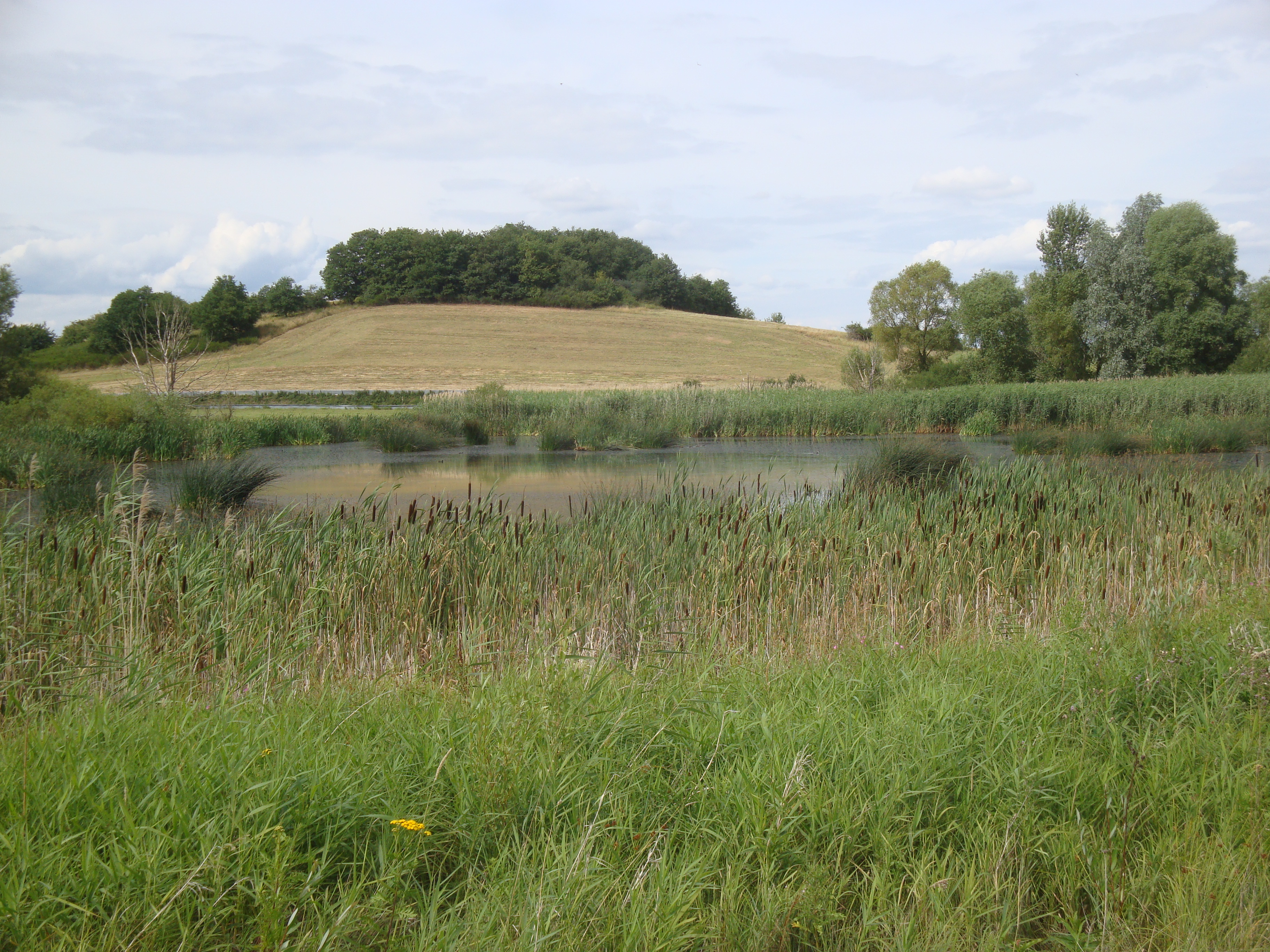
Der Hellersberger Weiher liegt direkt neben der K 78 zwischen Odernheim am Glan und Lettweiler
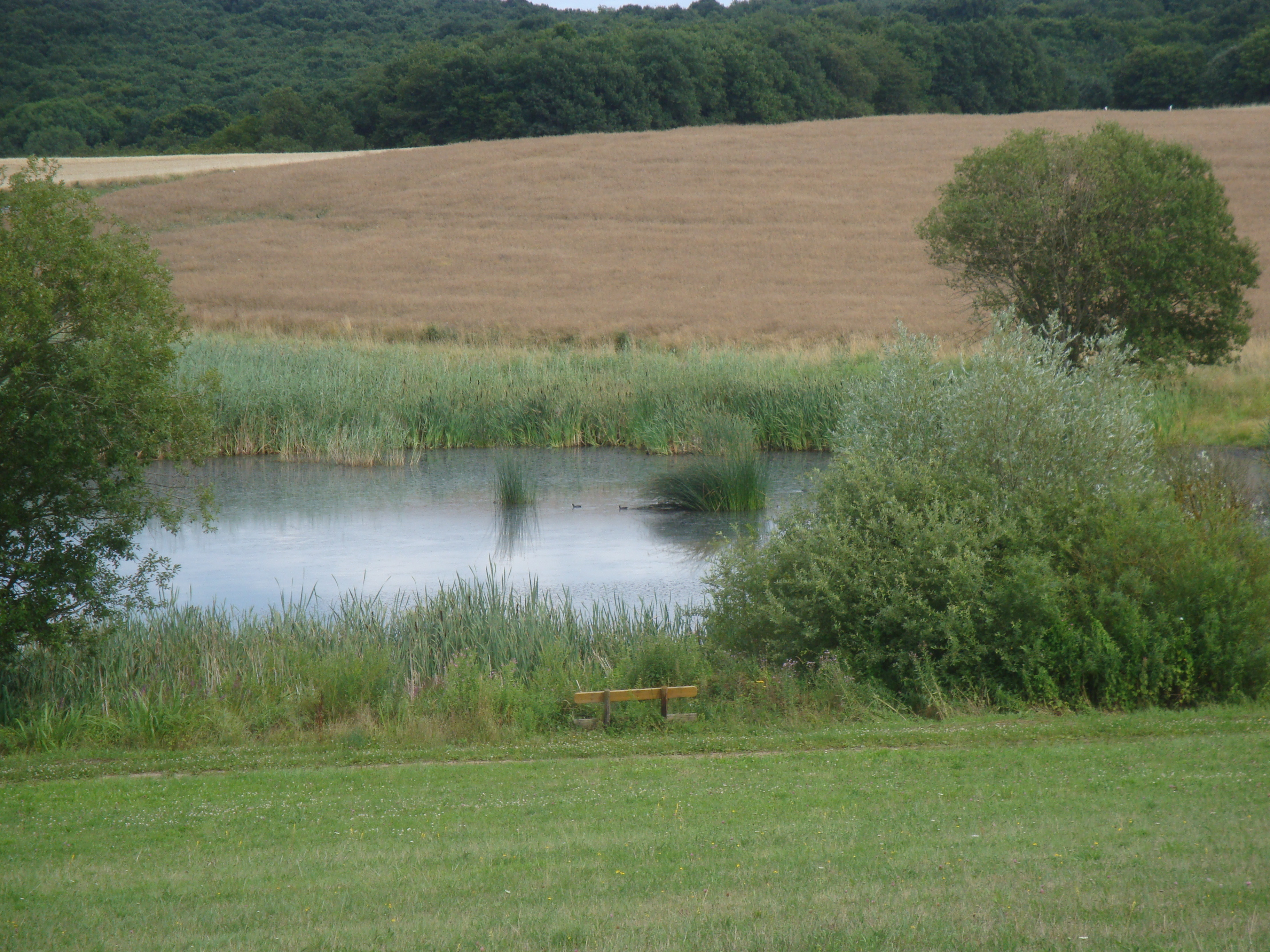
Der Hellersberger Weiher liegt direkt neben der K 78 zwischen Odernheim am Glan und Lettweiler

Koordinaten: 49° 45′ 4″ N, 7° 42′ 45″ O
Das Naturschutzgebiet Hellersberger Weiher liegt im Landkreis Bad Kreuznach in Rheinland-Pfalz.
Das etwa 4,6 ha große Gebiet, das im Jahr 1985 unter Naturschutz gestellt wurde, erstreckt sich südlich der Ortsgemeinde Odernheim am Glan an der am östlichen Rand verlaufenden Kreisstraße 78. Westlich verläuft die Landesstraße 234 und fließt der Glan.
Schutzzweck ist die Erhaltung des Gebietes mit seinen Feuchtflächen als Lebensraum seltener in ihrem Bestand bedrohter wildwachsender Pflanzen- und wildlebender Tierarten sowie aus wissenschaftlichen Gründen.